# Młode Niemcy
Młode Niemcy (niem. Junges Deutschland) – tajny związek, założony w kwietniu 1834 roku w Bernie (Szwajcaria) przez pięciu Niemców (w tym przez Carla Theodora Bartha). Związek ten był wzorowany na włoskiej organizacji Młode Włochy założonej przez włoskiego rewolucjonistę Giuseppe Mazzini.